# Gai Mari
Gai Mari (llatí: Gaius Marius) o simplement Mari o Màrius (Marius) (157 aC, Cereatae, prop d'Arpinium - 86 aC, Roma) fou el cap del partit popular a Roma al final del segle ii aC i començament del segle i aC. Amb les seves reformes va transformar l'exèrcit. Es va distingir vencent les tribus invasores de cimbres, teutons i ambrons, motiu pel qual en deien el «tercer fundador de Roma».

## Orígens i ascens a les magistratures

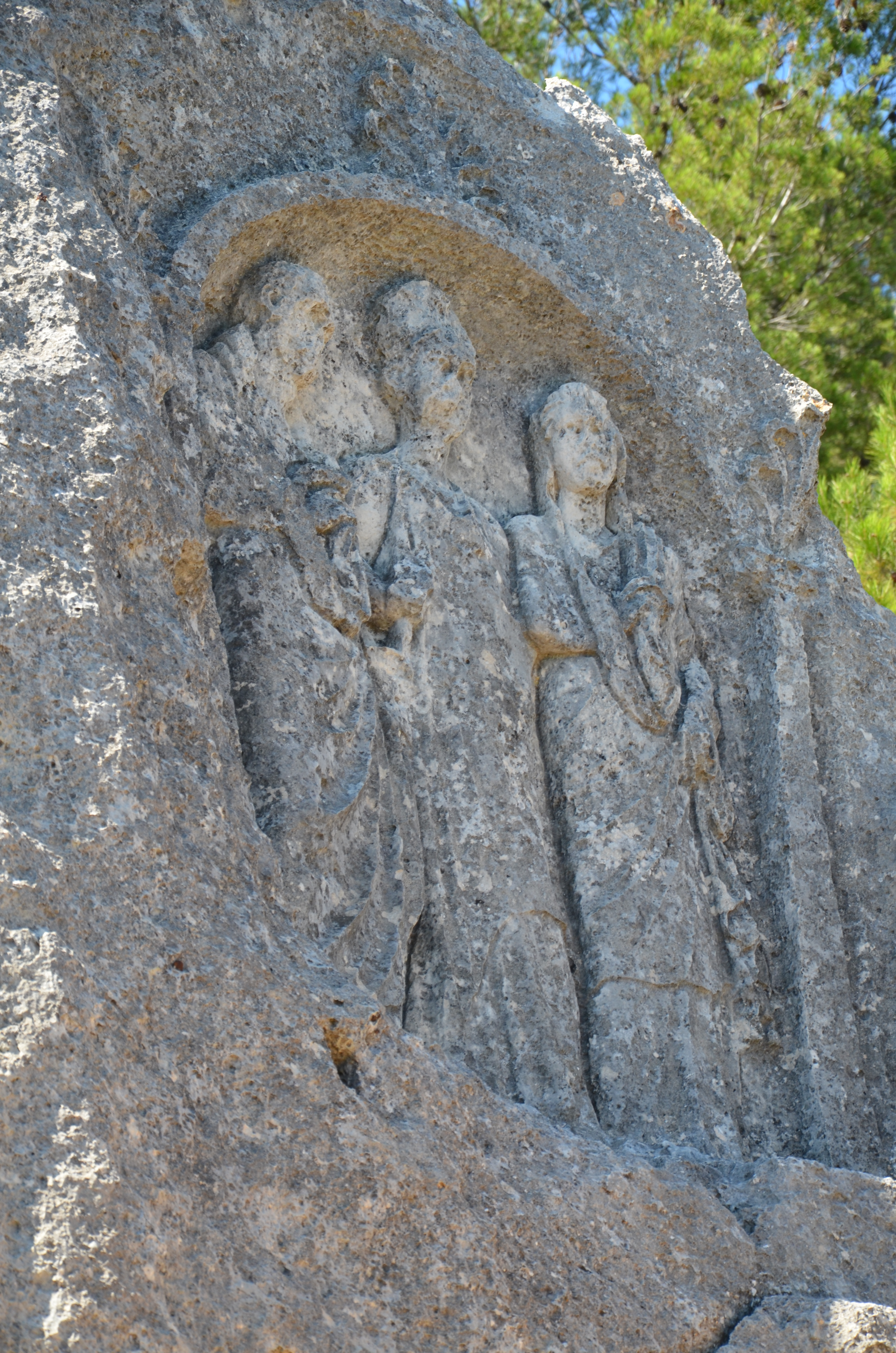
Les Trémaïé, baix relleu esculpit en un turó excavat a la roca que representa tres personatges romans, podria representar Gai Mari i la seva dona Júlia

De família pobra, va ingressar a l'exèrcit. Hi ha una llegenda sobre la seva joventut que diu que un dia es va trobar amb un niu d'àguila amb set cries. Com que aquesta au no sol tenir més de tres ous alhora i l'àguila era considerada una missatgera de Júpiter, va interpretar el fet com una predicció que seria set vegades cònsol. Quan va arribar al poder va decretar que l'àguila seria insígnia de l'exèrcit, així com del senat i el poble de Roma.
Va servir a Numància (134 aC) on es va distingir i Escipió li va concedir diversos honors i va ser ascendit a sotsoficial. Va continuar a l'exèrcit però no apareix esmentat els següents quinze anys.
Algunes especulacions mercantils i el seu enllaç amb Julia Caesaris, de la Gens Júlia, li van permetre accedir a les magistratures (no havia pogut ingressar anteriorment a les magistratures de la seva ciutat a causa de la seva pobresa, i sols una vegada enriquit va poder accedir a les de la República). El 119 aC va exercir com a tribú de la plebs, però es va trobar amb l'oposició del senat, ja que les seves propostes eren massa revolucionàries. Va proposar una nova llei sobre els procediments de votació fent que el vot fos més secret i sobre la distribució de blat. El cònsol Aureli Cotta, tenia por que es repetissin els aldarulls que anteriorment s'havien produït amb Gai Semproni Grac i que l'havien dut a la mort, per això el va acusar falsament de comprar vots. Però Mari no estava disposat a doblegar-se, va fer detenir a Cotta i el va amenaçar de mantenir-lo a la presó fins que acceptés les lleis que provava d'establir. Cotta va demanar parer al seu col·lega Metel que igualment fou detingut per Mari. Els cònsols van haver de permetre la convalidació de les lleis proposades per Mari, el qual va guanyar un gran suport popular.
Degut a aquests fets, quan fou candidat a ser edil curul l'elecció fou impedida pels notables del senat. En trobar tants impediments per fer carrera política, va decidir tornar a l'exèrcit. El 115 aC fou pretor amb 42 anys i va romandre a Roma com a pretor urbà o peregrí amb comandament sobre alguna província a la península Itàlica. El 114 aC fou propretor a Lusitània on va combatre els bandits. Per aquest temps es va casar amb Júlia, la germana de Gai Juli Cèsar (pretor).
El 109 aC era a la província romana d'Àfrica com a llegat del cònsol Quint Cecili Metel Pius i va desplegar el seu geni militar en la guerra de Jugurta. Amb el suport de Metel i el seu prestigi fou elegit cònsol el 107 aC per primera vegada (tenia 50 anys). Va rebre la província de Numídia i va finalitzar la guerra contra Jugurta a començaments del 106 aC, en part mercès al seu llegat Sul·la, després el seu gran enemic. Mari va restar dos anys a Numídia com a procònsol i va pacificar el país.

## Consolats i exterminis
En aquesta època (a partir del 113 aC), començant pel Nòric) van assolar Europa els cimbres i teutons. Aquests dos pobles, un celta i l'altre germànic, units a altres, com els ambrons (potser també els lígurs) i els tigurins (helvecis) en un contingent d'uns tres-cents mil homes, van derrotar els exèrcits romans enviats contra ells: Gneu Papiri Carbó primer, després Marc Juni Silà (el 109 aC), Luci Cassi Longí (cònsol col·lega de Mari) el 107 aC, Marc Aureli Escaure el 106 aC i dos exèrcits consulars dirigits pel cònsol Gneu Mal·li Màxim i el procònsol Gneu Servili Cepió el 105 aC (Batalla d'Arausio).

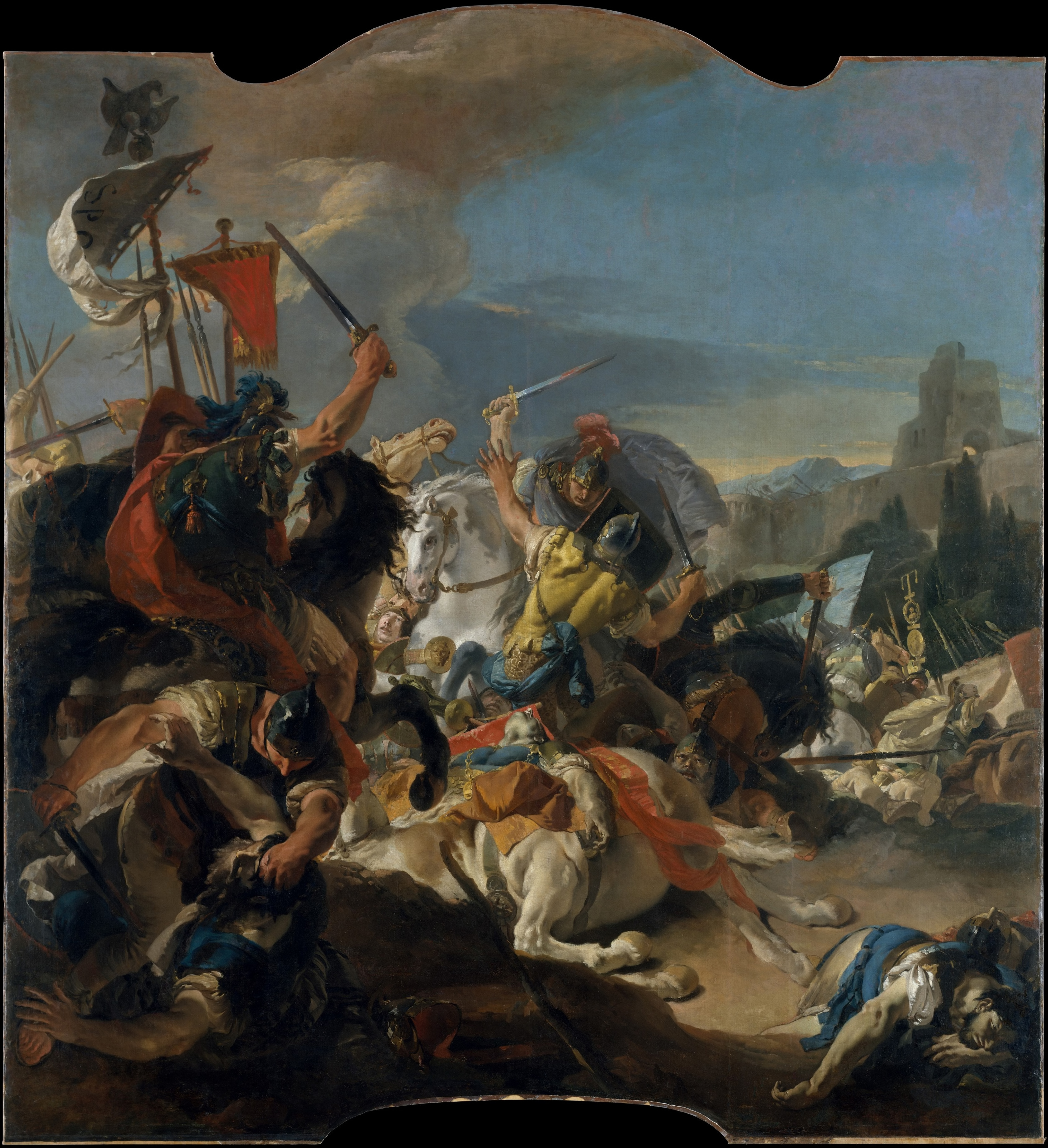
Batalla de Vercelli, pintura de Tiepolo.

L'1 de gener del 104 aC va iniciar el seu segon consolat i va entrar a Roma en triomf (amb Jugurta com a presoner), aclamat per la gent com a l'únic home que podria derrotar els bàrbars. Mentrestant els cimbres en lloc de dirigir-se a la península Itàlica van passar a Hispània i van assolar la província un parell d'anys. Mari va començar l'entrenament de tropes per fer front a l'amenaça. El 103 aC fou altre cop cònsol, però com que els bàrbars no es presentaven a Roma i el perill continuava, això va fer possible la seva reelecció trencant les normes establertes sobre la durada de les candidatures, i es va poder imposar com a cònsol pel 102 aC sobre el popular tribú de la plebs Luci Apuleu Saturní. Aquell any finalment els bàrbars es van dirigir cap a Roma; els cimbres que retornaven d'Hispània es van unir als teutons. Mari els va esperar a la confluència entre els rius Roine i (Isèra). Els cimbres van traspassar els Alps i els teutons i ambrons van marxar contra Mari. Els dos exèrcits es van trobar a Aquae Sextiae i Mari va obtenir una completa victòria. La matança fou immensa i els guerrers teutònics van quedar exterminats, ja que els qui van sobreviure es van suïcidar. Els cimbres mentrestant havien continuat penetrant cap a la península Itàlia i els soldats del seu col·lega Quint Lutaci Catul es van retirar esparverats; la vall del riu Po va quedar exposada als saquejos dels bàrbars. Mari, que havia estat reelegit cònsol in absentia pel 101 aC, fou cridat urgentment a Roma. El triomf que el senat li va concedir fou rebutjat fins que pogués expulsar els cimbres; Mari es va unir a les forces de Catul i finalment es van trobar amb els cimbres a Vercelli (als Raudii Campi) on es va lliurar batalla el 30 de juny del 101 aC i altre cop Mari va obtenir un èxit complet; els cimbres van córrer la mateixa sort que els teutons.

## Darrer consolat: l'atac a Metel
El 100 aC fou cònsol per sisena vegada. En aquest any va voler arruïnar el seu vell enemic Metel. El tribú Saturní va proposar una llei agrària que incloïa una clàusula per la qual, si la llei era aprovada, el senat l'hauria de jurar en cinc dies i si algú s'hi oposava seria expulsat del senat i hauria de pagar una multa de 20 talents. Mari va declarar que ell mai faria el jurament i Metel va fer la mateixa declaració; però quan Saturní va demanar als senadors de fer el jurament, Mari el va fer immediatament i va recomanar al senat de fer el mateix; només Metel va refusar i fou desterrat. Mari, que havia tingut el suport de Saturní per ser elegit cònsol, havia donat a canvi suport als mètodes anticonstitucionals emprats pel tribú, però quan li va semblar que anava massa lluny, el va abandonar i es va posar al costat del senat: va emetre el decret, Videret, nequid res publica detrimrenti caperet , que donava al senat tot el poder i va reunir un exèrcit que va assetjar el Capitoli on eren Saturní, Glàucia i els seus aliats. Va tallar l'aigua al Capitoli i els va obligar a rendir-se; tot seguit foren executats encara que Mari va mirar de salvar les seves vides.
Això li va fer perdre suport popular sense aconseguir el del senat. Tot i els seus consolats, sempre els seus costums plebeus el van separar de l'aristocràcia, sobretot de la senatorial, i a les eleccions no es va presentar a censor, que era el que podia aspirar. El 99 aC va abandonar Roma en no poder evitar el retorn del seu enemic Metel, va anar a Capadòcia i a Galàcia. En absència fou escollit àugur (el 104 aC, amb ell les vacants en els col·legis sacerdotals, abans cobertes per cooptació, van passar a ser cobertes per votació popular.

## Reforma de l'exèrcit

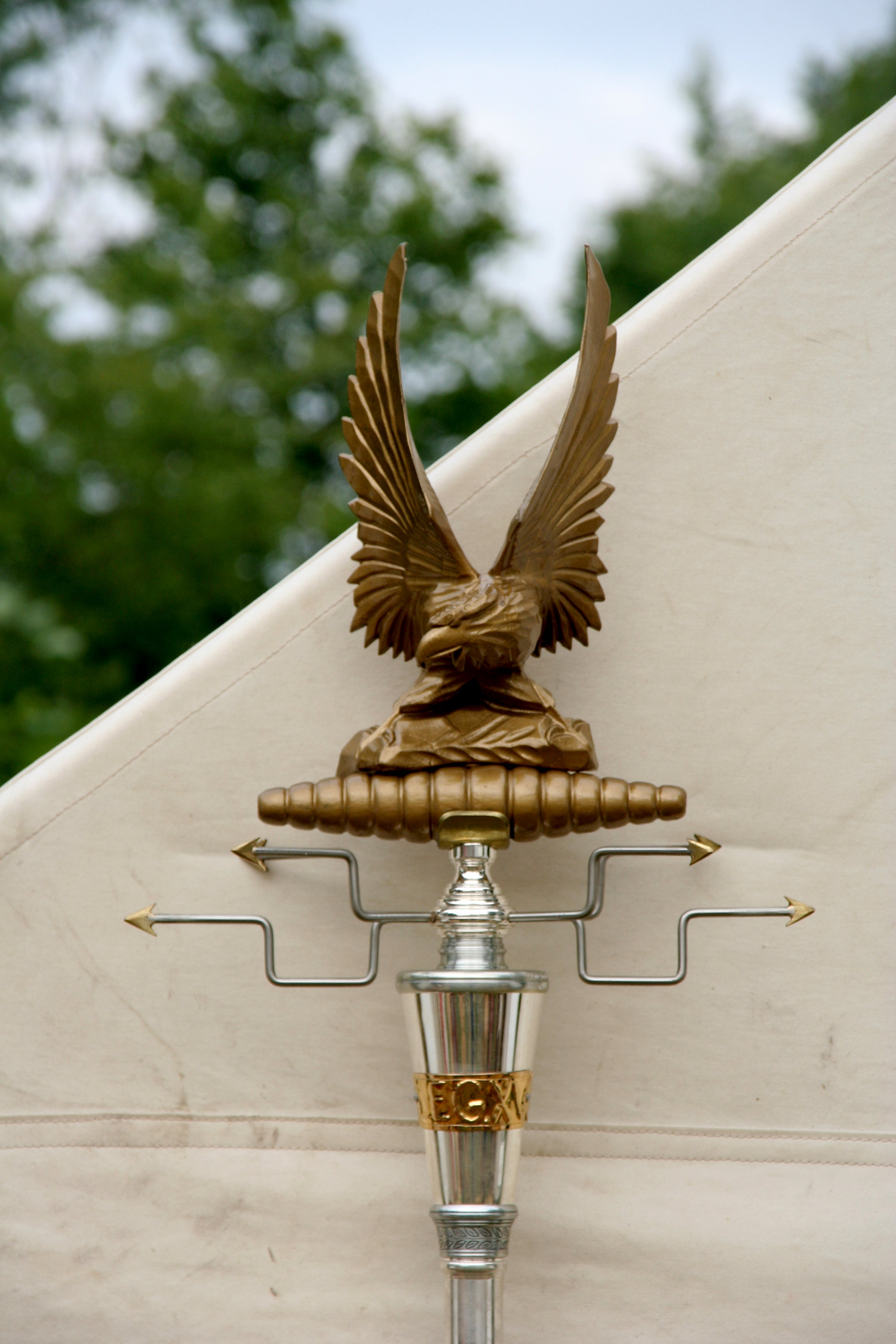
Una de les reformes de Mari va ser unificar els estendards sota la imatge de l'àguila.

L'exèrcit romà es reclutava entre els propietaris, segons l'ordre de classes: els cavallers i altres cinc classes, fins a un cens de quatre mil asos. Però la infanteria ja es col·locava en les seccions d'hastats, prínceps i triaris, segons els anys de serveis. A més es va admetre als confederats italians també per classes. Però els cavallers havien desaparegut pràcticament de les seves funcions i la infanteria era difícil de reclutar sense recórrer als súbdits italians, als cavallers de Tràcia, a la cavalleria lleugera d'Àfrica, a la infanteria lleugera dels Lígurs, i als foners de les illes Balears (tots els quals eren reclutats sobretot per a les legions establertes en els seus propis països o pels voltants, però també per a altres punts). Es va acceptar també als ciutadans romans pobres (menys de quatre mil asos) obrint-se la llista de reclutament des del 107 aC. Es va fer necessari abolir la forma d'accés a les seccions (vèlits, hastaris, prínceps i triaris) depenent de l'oficial corresponent la seva col·locació. La legió es va modificar: en lloc dels trenta maniples de la infanteria pesant (cada maniple es dividia en dues centúries de seixanta homes per a la primera i segona línia d'hastaris i prínceps, i de trenta homes per als triaris), es van crear deu cohorts (cadascuna amb el seu estendard), cadascuna de les quals comptava cinc o sis centúries de cent homes, de manera que cada legió va passar de 4.200 homes a 6.000. La fila es va arreglar pel nombre d'ordre del soldat i la secció. Les insígnies de les antigues divisions de la legió (el llop, el minotaure, el cavall i el senglar) van ser suprimides i sol es van conservar els estendards de les cohorts, i l'emblema de la Legió (una àguila platejada). La guàrdia personal del general en cap, que des de l'episodi de Numància tenia una existència extraoficial, es va convertir en norma i es va crear el quarter general (guàrdia pretoriana o guàrdia del general en cap) els membres de la qual tenien més sou i estaven dispensats dels treballs del campament.
Les reformes de Mari van dur a la professionalització definitiva de l'exèrcit i la seva configuració clàssica. Els seus integrants no efectuaven un costós servei per a l'Estat, sinó que se servien a si mateixos. La seva pàtria era el campament i el seu cap el general. Es creu que a finals del segle i aC hi havia a l'exèrcit dos italians per cada romà, en una població de més de cinc-cents mil ciutadans romans i més de set-cents mil italians.

## Conseqüències de les reformes
El 100 aC el partit popular, dirigit per Mari i per altres dos destacats líders de nom C. Servili Glàucia i Saturní, va copar les principals magistratures (cònsol, tribú, pretor). La colonització a Àfrica, interrompuda, es va reprendre, repartint-se lots de cent jouades (24,188 hectàrees és a dir cinc vegades més que les parcel·les que podien repartir-se a Itàlia). Als nous posseïdors se'ls pagaria a més les despeses d'instal·lació a càrrec dels tresors confiscats en les campanyes militars. A la colonització a Àfrica i la Gàl·lia Transalpina s'admetia a romans i italians sense distinció, i les noves colònies rebien el dret de ciutat.
Es va rebaixar fins i tot més el preu de l'Annona (de costar un as i un terç per modi de 52,5 litres, es va passar a 5/6 d'as). Però els favors cap als italians va portar que els cavallers i a molts romans es passessin al bàndol dels optimates. El mateix Mari es va separar de l'ala radical dels populars i va vacil·lar entre els dos partits. Les violències radicals van obligar a Mari a acceptar les ordres del Senat i prendre el comandament de l'exèrcit que havia de posar fi a les activitats dels radicals, els quals van ser aixafats (99 aC).
Les lleis Apuleies (rebaixa de l'Annona i la colonització provincial) van ser abolides. Només es va permetre una colònia a Còrsega. Les lleis presentades pels cònsols abolien els plebiscits en els Comicis Tribunats. Per a la presentació d'una llei (rogatio) i la seva votació, havia de transcórrer un termini de setze dies, i les rogatio no podien incloure projectes diferents. El Senat havia perdut poder a les províncies, car els seus procònsols o propretors se sentien vinculats als cavallers que eren els qui formaven els jurats i comissions permanents encarregats de jutjar-los. El poder dels publicani (gairebé tots cavallers) a les províncies, augmentava dia a dia. El procònsol que, honrat o no, s'oposava als abusos dels publicani, era acusat i jutjat per aquests. Si deixava actuar, ell mateix podia enriquir-se i a més sortir-ne ben lliurat. Contra aquests tribunals dels cavallers es va desencadenar una general oposició.
Es va presentar a votació la llei Lívia (pel seu instigador Marc Livi Drus, el Tribú del Poble de l'any 91 aC pertanyent al partit popular, que la va presentar). Preveia augmentar les distribucions de l'Annona i la distribució de l'ager publicus que fins i tot quedava en Campània i Sicília. El Jurat i les Comissions passaven a ser competència del Senat, el qual passaria de tres-cents a sis-cents membres. La Llei va ser votada amb el suport del Senat (al qual interessava eliminar els cavallers del jurat) però l'amenaça de rebel·lió dels cavallers va obligar a anul·lar la Llei i Drus va ser assassinat. Drus havia promès la ciutadania romana a tots els italians.
La rivalitat de Mari amb Sul·la va créixer, primer pels èxits militars i després quan el rei Boccus I de Mauritània va erigir al capitoli unes estàtues que representaven Jugurta rendint-se a Sul·la i no a Mari. La guerra social va aturar aquest enfrontament que no va arribar a ser militar.

### Guerra social
Els pobles itàlics es van aixecar en armes (menys Etrúria i Úmbria, dominades per l'aristocràcia dels cavallers) i només algunes ciutats on predominava la classe mitjana van seguir lleials a la República. Els marsis van ser els primers a rebel·lar-se, seguits per la Lliga dels brucis o dels Abruços.
Va caldre restringir l'Annona. Els senadors i els cavallers es van aliar i els elements sospitosos van ser expulsats. Els populars de Roma, que abans proposaven l'extensió de la ciutadania a tot Itàlia, van donar suport al govern de la República.
Els rebels van crear una República i van transformar la ciutat de Corfinium (avui San Pelino), al país dels marsis, en capital del seu Estat, amb el nom d'Itàlia. Aquest estat abraçava tal ciutat, com equivalent de Roma, tenint com a ciutats aliades totes les altres rebels, i continuava per tant el sistema de Ciutat-Estat vigent per a Roma. Els seus ciutadans es van arrogar el dret de ciutadania italiana (equivalent a ciutadania romana) extensiva a totes les ciutats rebels (considerades subjectes a la Ciutat Estat d'Itàlia i no a Roma). Es va formar un Senat de cinc-cents membres, amb dos cònsols i dotze pretors, de la mateixa manera que a Roma. L'idioma samnita va ser declarat cooficial juntament al llatí dels marsis i picentins. Es va emetre moneda. No era, per tant, un Estat, sinó una ciutat (com Roma) amb domini eminent sobre altres.
La guerra va ser llarga i difícil. El 90 aC una moció va treure als cavallers la jurisdicció en els casos d'alta traïció per donar-l'hi a jutges de lliure elecció en el comicis tribunats, sense condició de classe. Poc després es va concedir la ciutadania a tots els italians de ciutats no rebel·lades, però amb restriccions per al vot. A la Gàl·lia Cisalpina les colònies llatines van rebre la ciutadania i les ciutats confederades van rebre una ciutadania limitada (dret llatí), però amb l'excepció de les aldees dependents, que quedaven subjectes a aquestes ciutats com tributàries però sense ciutadania.
Així totes les ciutats de l'antiga Lliga Llatina, les colònies llatines, i moltes ciutats confederades de la península Itàlica, van passar a tenir la ciutadania romana, si bé en alguns casos, i mitjançant tractats especials, algunes ciutats van poder conservar les seves institucions, exempcions i llengua (com Nàpols, Rhegium i altres).
A proposta d'un dels vencedors, Gai Juli Cèsar Estrabó Vopisc, es va aprovar la Lex Julia (90 aC) que concedia la ciutadania romana a tots els soldats distingits en la lluita, i a les ciutats fidels. La ciutadania es va estendre a la majoria dels rebels el 89 aC i la revolta va concloure uns dies després.
La derrota dels rebels va deixar a moltes ciutats en una situació irregular. Ni confederades ni suprimides.

### Crisi econòmica
En aquest temps molta gent va contraure deutes amb els banquers a les quals no van poder fer front. Es va iniciar un moviment a favor de la condonació dels deutes. Els banquers (de la classe dels cavallers) es van aliar a l'aristocràcia senatorial. Però també els senadors i altres integrants de l'aristocràcia tenien deutes, i la seva caiguda podia arrossegar als deutors.
En aquesta època els senadors, a més de les seves possessions territorials, tenien altres aspiracions: la glòria, una dignitas i una auctoritas a la ciutat, tot i que la qual cosa s'obtenia mitjançant els "honors" (càrrecs), els triomfs militars, l'eloqüència, l'èxit en certes missions i el patronatge. Els diners (grans jocs, repartiments...) era el mitjà per aconseguir els càrrecs que permetien accedir a la dignitas i auctoritas. A una escala diferent el sistema es va traslladar a les ciutats, fins i tot de província. Alguns Senadors van contraure grans deutes.

### Enfrontament amb Sul·la

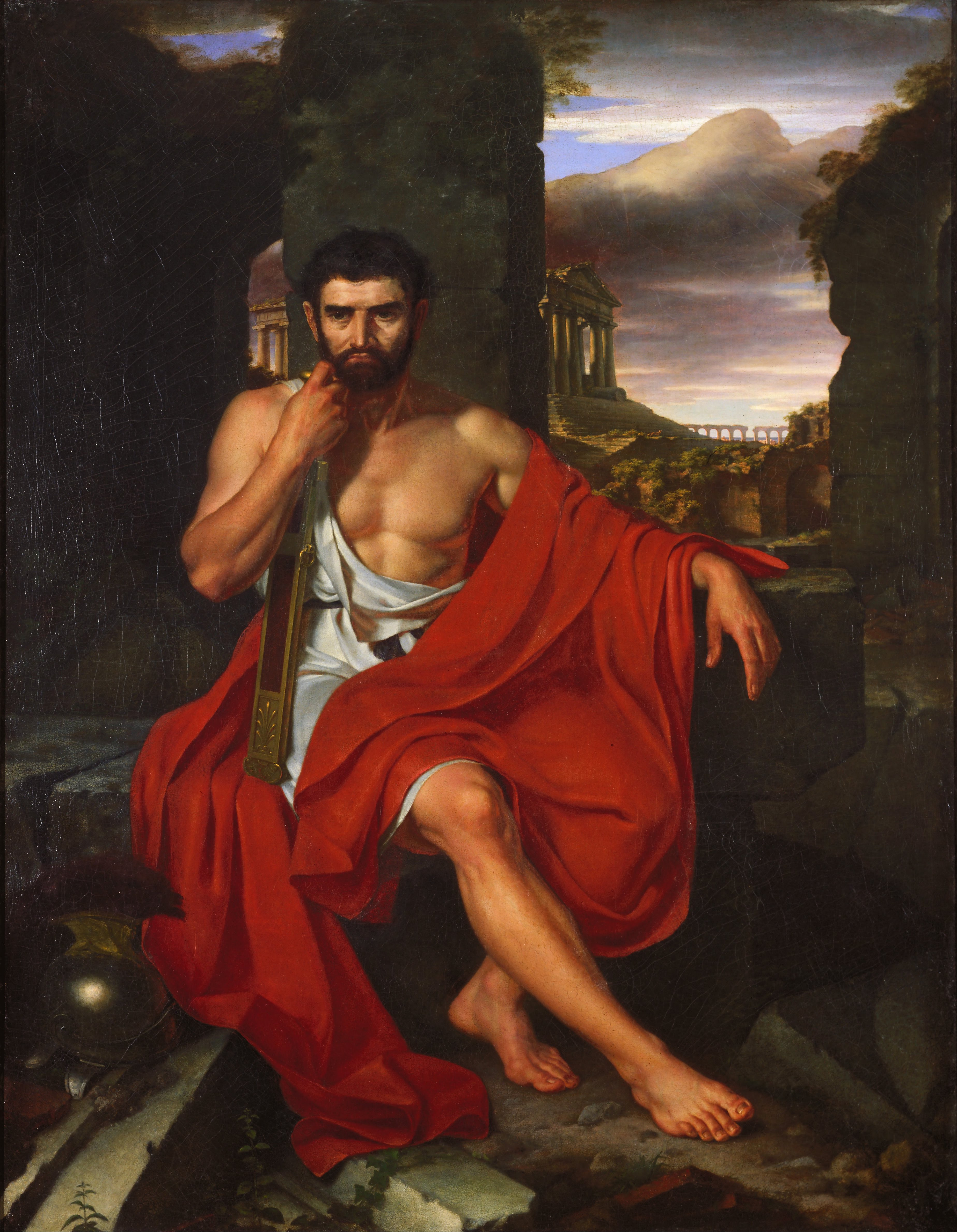
Mari entre les ruïnes de Cartago, pintura de John Vanderlyn

El 88 aC es van aprovar lleis relatives als deutes dels senadors (els senadors amb grans deutes van quedar exclosos), a l'anul·lació de veredictes emesos per determinats jurats i sobretot a la reorganització dels nous ciutadans en les tribus i el vot per als emancipats, normalment proletaris però al mateix temps clients dels grans. Aquest conjunt de lleis anomenades Sulpicianes (pel tribú de la plebs que les va proposar, Publi Sulpici Rufus) van trobar l'oposició del Senat, el líder del qual era el cònsol del 88 aC Lluci Corneli Sul·la qui havia obtingut també el comandament de la guerra contra Mitridates VI Eupator del Pont. Publi Sulpici Ruf proposava una llei per la qual els ciutadans italians aliats serien inclosos en les tribus romanes; com que el nombre d'aliats era superior al d'antics ciutadans romans, això garantiria a Mari poder fer el que volgués als comicis. Per evitar-ho, els cònsols van declarar el justinium, durant el qual no es podia tractar cap afer legal. Mari i Sulpici van entrar al fòrum amb una força armada i van exigir als cònsols retirar el justinium; va seguir un tumult i el fill de Pompeu, el col·lega de Sul·la al consolat, va morir, mentre que Sul·la es va salvar al refugiar-se a casa de Mari. Els cònsols van haver de retirar el justinium i la llei Sulpícia fou aprovada; amb la nova majoria els comicis van donar a Mari el comandament de la guerra al Pont. Va enviar a uns tribuns militars a agafar el comandament de l'exèrcit que havia de marxar a l'Àsia, que era a Nola, però ja Sul·la era al lloc i va ordenar desobeir; els tribuns foren morts i Sul·la va amenaçar de marxar sobre Roma. Mari, que no disposava de tropes, va formar un exèrcit d'esclaus però tot fou en va; Sul·la va entrar a la ciutat i Mari i els seus amics van haver de fugir i foren declarats enemics de l'estat i condemnats a mort. Mari va anar al sud, on una turmenta els va aturar a Circeii; després de molts sofriments va aconseguir arribar amb els seus companys a Minturnae on va rebre l'ajut d'una dona de nom Fànnia i es va poder escapar cap a Ischia (Aenaria) i després a Àfrica. El seu fill Gai Mari el Jove havia aconseguit arribar abans a Numídia i havia demanat ajut a Hiempsal II, però aquest el va fer presoner; el jove Mari va seduir a una de les concubines del rei de Numídia que el va ajudar a escapar i es va poder reunir amb el seu pare a Àfrica; el governador Sextili tenia ordre de complir el decret de matar-lo com enemic de l'estat, però Mari, el seu fill i els altres van poder fugir a Cercina (Qerqenna).

### Reformes legals
Un altre conjunt de lleis (conegudes com a lleis cornèlies), proposades per Sul·la van ser aprovades l'any 88 aC: 
- Es va fixar el límit màxim d'interès anual en el deu per cent, que nominalment ja estava en vigor.
- Es van crear noves colònies.
- Es van crear tres-cents nous senadors aristocràtics.
- Es van reformar el comicis centuriats assignant a la primera classe a prop de la meitat dels vots com havien tingut antigament.
- Es va establir una riquesa mínima prefixada per als qui exercissin certes magistratures (concretament per a cònsols, censors i pretors).
- I es va restringir la iniciativa legislativa dels comicis tribunats (tota moció o rogatio havia de ser aprovada pel Senat amb caràcter previ a la seva votació).

Els cònsols del 87 aC, Gneu Octavi i Luci Corneli Cinna, un aristocràtic i un popular havien estat tolerats per Sul·la amb la condició de no fer cap alteració a les lleis de l'estat i després el futur dictador havia sortit a fer la guerra al Pont, però tan bon punt va marxar Cinna, es van restaurar les lleis de Mari sobre la incorporació dels italians a les tribus. Els dos cònsols es van enfrontar i Cinna fou derrotat i expulsat de Roma. El senat va declarar a aquest destituït i va nomenar a Luci Corneli Merula en el seu lloc; però Cinna, amb el suport dels italians, va reunir un nou exèrcit i es va disposar a tornar a Roma. Mari, assabentat, va sortir d'Àfrica i es va dirigir a Telamo a Etrúria on va començar a reunir una força; va enviar una delegació a Cinna al qui va oferir obeir i reconèixer com a cònsol. Cinna va acceptar i va nomenar Mari procònsol.
El Senat va acordar concedir la ciutadania a totes les ciutats itàliques compromeses en la rebel·lió per treure suport a aquesta; però els samnites i Nola, que fins i tot seguien rebels, van presentar majors exigències, que el Senat va rebutjar. Cinna i Mari van acceptar aquestes exigències i es van aliar a les ciutats rebels; a més van prometre la llibertat als esclaus que s'allistessin en el seu bàndol, i molts esclaus van engrandir les seves files. Van tallar el subministrament de gra a Roma, van ocupar Òstia i finalment el Senat va haver de rendir-se. Mari, Cinna i Quint Sertori (lloctinent de Mari) van entrar a Roma. Es va procedir a una matança sistemàtica d'aristòcrates als quals es van confiscar els béns (la matança es va estendre després a tota la península Itàlica) de la qual cosa es van aprofitar principalment els cavallers (que per això van ser anomenats sacculari és a dir escamotejadors). Sul·la va ser declarat fora de la Llei.
Cinna i Mari es van fer elegir cònsols pel 86 aC. Quan Mari duia 80 dies al càrrec va morir d'una pleura, després de set dies de malaltia. Sertori es va desfer dels seus seguidors personals, bàsicament esclaus, que van ser els qui havien perpetrat les matances. Cinna va continuar el consolat (que va exercir durant quatre anys) i va restablir les lleis sulpicianes i probablement es van abolir les lleis cornèlies. També es van suprimir les restriccions a l'annona i es van reduir els deutes a un quart del deute real (aquesta llei va privar Cinna del suport dels cavallers).